# Hur man får en miljonär

Huvudpersonerna Pola (Marilyn Monroe), Loco (Betty Grable) och Schatze (Lauren Bacall).

Hur man får en miljonär är en amerikansk romantisk komedifilm från 1953 i regi av Jean Negulesco. I huvudrollerna ses Betty Grable, Marilyn Monroe och Lauren Bacall.

## Handling
De tre vännerna Loco (Betty Grable), Pola (Marilyn Monroe) och Schatze (Lauren Bacall) hyr en lyxig lägenhet i New York som de egentligen inte har råd med, för att verka rika och kunna skaffa sig miljonärer till äkta män.

## Om filmen
Filmen var den första som spelades in i widescreenformatet CinemaScope.

## Rollista i urval
- Betty Grable – Loco Dempsey
- Marilyn Monroe – Pola Debevoise
- Lauren Bacall – Schatze Page
- David Wayne – Freddie Denmark
- Rory Calhoun – Eben
- Cameron Mitchell – Tom Brookman
- Alex D'Arcy – J. Stewart Merrill
- Fred Clark – Waldo Brewster
- William Powell – J.D. Hanley